# Rémy Roure
Rémy Roure (Arcens, 30 oktober 1885 - Parijs, 8 november 1966) was een Frans journalist en verzetsstrijder.
Roure werkte als journalist voor Le Temps, Le Monde en Le Figaro. Hij nam deel aan de Eerste Wereldoorlog (1914-1918) en was meerdere malen krijgsgevangen. Hij ontsnapte diverse keren. Tijdens een van zijn gevangenschappen ontmoette hij Charles de Gaulle, eveneens een krijgsgevangene.
Na de Eerste Wereldoorlog sloot Roure zich aan bij de Parti Démocrate Populaire (PDP). Hij bracht de Tweede Wereldoorlog voor een groot deel door in het concentratiekamp Auschwitz. Zijn vrouw kwam om in het concentratiekamp Ravensbrück.
Roure weigerde zich na de oorlog aan te sluiten bij de Mouvement Républicain Populaire (MRP), de opvolger van de PDP. Roure sloot zich aan bij de Parti Démocrate (PD), een kleine Christendemocratische partij die aangesloten was bij het Rassemblement des Gauches Républicaines (RGR, Groepering van Linkse Republikeinen). In 1946 ging de PD op in de Union Démocratique et Socialiste de la Résistance (UDSR).
Naast journalist was Roure na de oorlog werkzaam als speechschrijver van Charles de Gaulle.
Roure overleed op 81-jarige leeftijd.

## Werken
- L'Alsace minée ou De l'autonomisme alsacien, Paris, 1929
- L'Alsace et le Vatican, Paris, 1930

## Verwijzing
1. ↑  Ondanks de naam doet vermoeden ging het hier om een conservatieve fractie

- Bibliothèque nationale de France: cb12938455x (data)
- Gemeinsame Normdatei: 116473657
- International Standard Name Identifier: 0000 0001 0711 3700
- Library of Congress Control Number: n2002026710
- Base Léonore: 19800035/708/80726
- Nationale Bibliotheek van Israël: 987007292041505171
- Nederlandse Thesaurus van Auteursnamen: 075125684
- Istituto Centrale per il Catalogo Unico: RAVV048428
- Système universitaire de documentation: 031713483
- Virtual International Authority File: 71522163
- WorldCat: E39PBJqKd3DBppVVqYVCdj63Qq